# Система пожаротушения (авиация)
Система пожаротушения (иначе — противопожарная система ППС) — одна из стационарных бортовых аварийных систем, предназначенная для тушения пожара на борту летательного аппарата.

## Назначение
Пилотируемые летательные аппараты являются опасными в пожарном отношении транспортными средствами ввиду наличия на борту запасов топлива (авиационного керосина), гидравлической жидкости под высоким давлением, разнообразных масел и спецжидкостей, запасов жидкого или газообразного кислорода, большого количества электрических и электронных систем (нередко под высоким напряжением), магниевых сплавов и пластмасс. Для обеспечения противопожарной защиты летательные аппараты оборудуются системами автоматического пожаротушения.
Боевые летательные аппараты, изначально предназначенные для действий в условиях огневого воздействия противника, имеют, как правило, ещё более сложную и разветвлённую ППС, чем летательные аппараты гражданского назначения.

## Общие сведения
Наиболее пожароопасными местами на самолёте (вертолёте) являются отсеки двигателей и отсеки топливных баков.
В конструкцию летательного аппарата изначально закладываются решения по предотвращению возникновения пожара, а также средства по его локализации. Так, к примеру, двигательные отсеки могут иметь теплоизоляцию или отражающее покрытие и охлаждаться забортным воздухом от набегающего потока. Вся электропроводка выполнена в теплостойкой изоляции, а непосредственно на двигателе проложена в жёстких закрытых трубах. Для предотвращения распространения огня в мотогондолах и отсеках двигателей устанавливают противопожарные перегородки. Для предотвращения скопления топлива и жидкостей в подкапотном пространстве применяется дренажная система.
Надтопливное пространство баков может заполняться нейтральным газом, препятствующим горению. Также препятствует взрыву и пожару заполнение внутренних полостей топливных баков губчатым пенополиуретаном.
Для контроля на летательном аппарате устанавливается система пожарной сигнализации, которая непрерывно контролирует пожароопасные места, и в ряде случаев автоматически включает систему пожаротушения.

## Устройство
Огнегасящий состав (часто применяется «хладон 114В2», химическая формула C2Br2F4) находится под давлением в баллонах. Как правило, баллоны именуются так: первая очередь пожаротушения, вторая очередь пожаротушения (нередко бывает и третья очередь). Все баллоны снабжены пиротехническими запорными кранами, которые однократно срабатывают при подаче электрического сигнала на подрыв пиропатронов. Огнегасящий состав по системе трубопроводов подаётся к распылительному коллектору в месте возгорания, причём, в зависимости от конкретного места система сигнализации методом открытия и закрытия нужных электроклапанов производит конфигурацию трубопроводов (при сложной разветвлённой ППС просто нет смысла возить на борту баллоны для каждого отсека, целесообразнее установить блок кранов).
Помимо автоматических очередей пожаротушения, систему можно активировать вручную, нажав на соответствующую лампу-кнопку на щитке противопожарной системы. При срабатывании пиропатрона и перегорании нити накала теряется электрический контакт, что вызывает загорание лампы-кнопки.
При срабатывании сигнала о пожаре в отсеке двигателя одновременно с подачей фреона может срабатывать (если это предусмотрено) пожарный кран, перекрывающий подачу топлива к двигателю и закрываться аварийная заслонка продува генераторов (воздушного охлаждения).
На ряде самолётов на законцовках крыла или снизу фюзеляжа установлены ударные датчики, активирующие систему пожаротушения при вынужденной посадке с невыпущенным шасси.

### Примеры конструкции

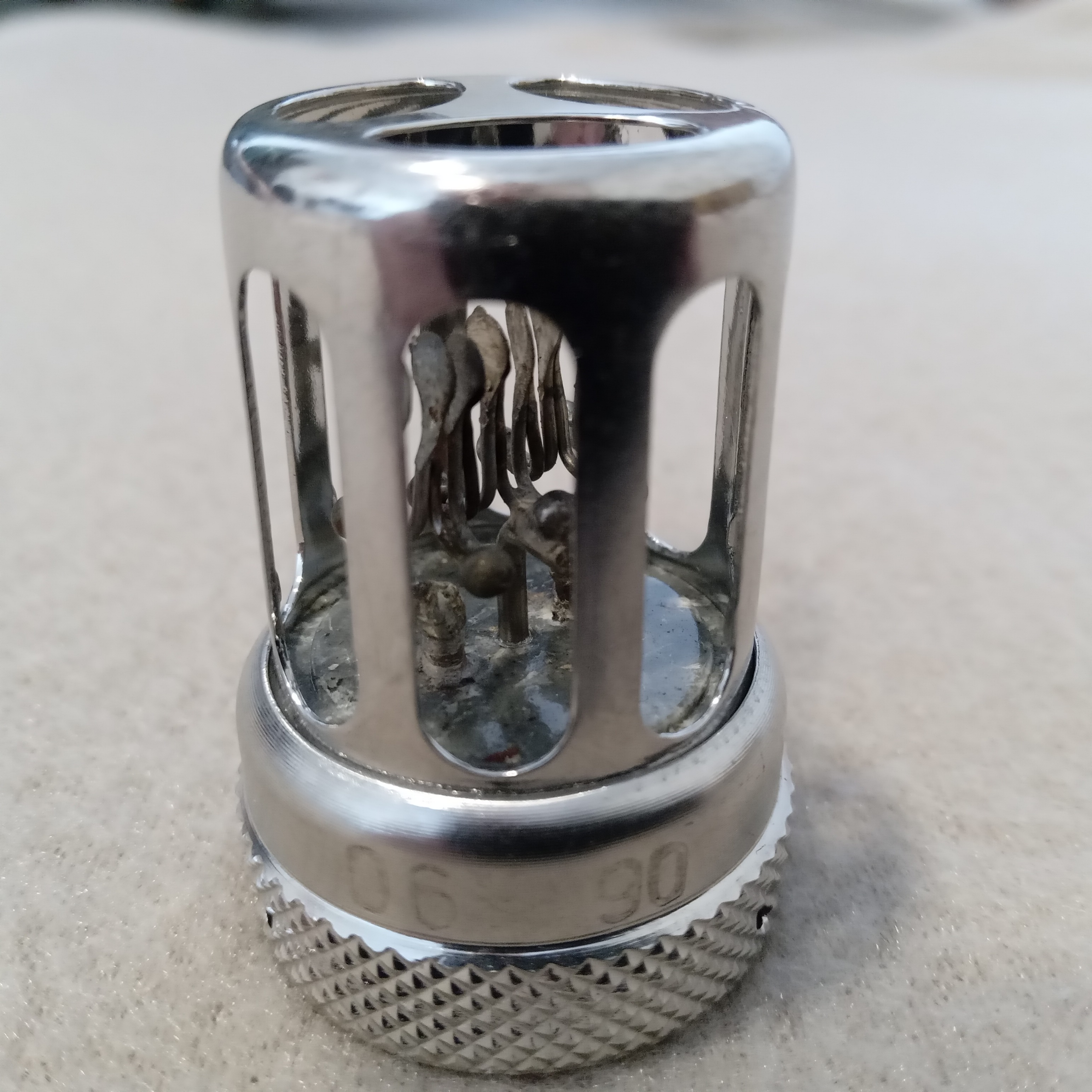
Cигнализатор пожара ДПС-1АГ

На небольших самолётах типа учебных или лёгких истребителях система пожаротушения простая. 
Так, например, на самолёте МиГ-21 система состоит из ионизационного сигнализатора пожара ИС-2М, 2-литрового баллона 20С-2-1С с пиротехническим краном, коллектора с отверстиями, проложенного по шпангоуту № 22, электросистемы, извещающей лётчика о наличии очага пламени и приводящие в действие противопожарное оборудование. Система предназначена для ликвидации пожара только в отсеке двигателя. 
На самолёте L-39 установлена система сигнализации о пожаре ССП-2И с блоком БИ-2И с шестью датчиками ДТБГ, огнетушитель ОС-2, заряжаемый жидкостью "7" (80% бромистого метилена и 20% бромистого этила) или фреоном 114В2 под давлением. Система защищает только двигательный отсек. Включение в работу ручное, от кнопок в кабине лётчиков.
На самолёте Ту-154М противопожарная система включает 4 комплекта блоков систем ССП-2А с 72 датчиками ДПС-1, которые контролируют три отсека двигателей и отсек ВСУ. Для пожаротушения в три очереди имеется 6 огнетушителей УБЦ-8-1, заряжаемых фреоном 114; двух блоков 781100 электромагнитных распределительных клапанов тушения пожара, трубопроводов, распылительных коллекторов, механизма аварийного включения системы при аварийной посадке самолета с убранными шасси, светосигнализаторов срабатывания пиропатронов огнетушителей, кнопок ручного включения огнетушителей I, II и III очереди. Первая очередь пожаротушения срабатывает автоматически, вторая и третья инициируются только вручную. При посадке с убранным шасси в отсеки двигателей автоматически разряжаются все шесть баллонов.
На самолётах типа Ту-95/142 в составе противопожарной системы 7 к-тов ССП-2А с блоками термопар ДПС-1АГ в количестве 126 штук. Датчики контролируют мотогондолы двигателей и все топливные баки. Огнегасящий состав «фреон 114» заряжается в 6 баллонов ОС-8М основной системы пожаротушения, и ещё имеются по два баллона в каждой гондоле шасси для дополнительной системы пожаротушения во внутренних полостях двигателей (всего в ППС 10 баллонов). Также на самолёте имеется система заполнения топливных баков нейтральным газом (см. ниже.). В случае нелокализованного пожара и израсходования всех баллонов с фреоном нейтральный газ можно подать к очагу возгорания.

### Система нейтрального газа
Первые системы НГ появились в годы второй мировой войны, как средство повышения живучести самолётов при боевых повреждениях. Для предотвращения взрыва паров бензина при прострелах топливных баков стали применять наддув баков охлаждёнными выхлопными газами, отбираемыми из выхлопных коллекторов моторов.
В настоящее время для предотвращения пожаров и взрывов паров топлива при аварийных ситуациях (боевые повреждения или вынужденные посадки) все военные и некоторые гражданские самолёты имеют систему заполнения баков нейтральным газом (НГ). Обычно это азот или техническая углекислота в баллонах высокого давления, иногда применяются бортовые генераторы нейтрального газа (например, на Ил-76 или Ан-22). Нейтральный газ в течение полёта по программе подаётся в топливные баки, по мере выработки топлива, от той же самой бортовой топливной автоматики, управляющей порядком расхода.
На некоторых самолётах, для снижения пожароопасности топлива (в том числе), применяется т.н. азотирование топлива, то есть перед полётом топливо предварительно, от специальной установки перенасыщается газообразным азотом. Эта технология достаточно редкая, на отечественных ЛА впервые применялась на Ту-144. Сейчас применяется, в частности, на Ту-160.